# یلنا شالامووا
یلنا شالامووا (روسی: Елена Владимировна Шаламова؛ زادهٔ ۴ ژوئیهٔ ۱۹۸۲) ژیمناست ریتمیک اهل روسیه است.
وی همچنین برندهٔ جوایزی همچون نشان دوستی شده‌است.